# Губернаторские отчёты
Губернаторские отчёты — вид отчётной документации местной власти перед центральной, существовавший в Российской империи в 1804—1914 гг.

## Название
На протяжении первых десятилетий не существовало единого названия данного документа: губернаторы называли его, опираясь на формулировки вышестоящих распоряжений, например, следующим образом: «Подробные сведения о положении частей к министерству внутренних дел принадлежащих», «Сведения о положении частей по Всемилостивейшее вверенной мне губернии, принадлежащих к департаменту Вашим сиятельством управляемому», «Сведения о положении частей Министерству внутренних дел принадлежащих по управлению губернией». Общим местом было то, что губернаторы говорили о «сведениях», а не об «отчёте». Официальное название документа было закреплено лишь в «Общем наказе гражданским губернаторам» от 3 июня 1837 года. Теперь он назывался «Отчёт о состоянии губернии и управлению ею».

## Хронологические рамки
Первые отчёты были составлены за 1804 г., а регулярно они стали поступать с 1838 г. Подача всеподданнейших отчётов прекратилась с началом Первой мировой войны: последние губернаторские отчёты составлены, главным образом, за 1914 год. Никакого нормативного акта о прекращении подачи отчётов губернаторами нет; правительство не хотело отказываться от такого важного информационного канала центральной и местной власти и разработало в 1915 году новый проект программы губернаторского отчёта, но он не был воплощен в жизнь.

## Формуляр
Формуляр отчёта, или, пользуясь делопроизводственной лексикой XIX века, «программа отчёта» на протяжении столетия менялась не один раз. Первоначальный формуляр был обусловлен задумкой возникновения губернаторских отчётов: они должны были выступать как подспорье в составлении министерских отчётов. После идея изменилась, и структура документа была построена не в соответствии с министерским делением, а основана на разностороннем описании развития территории. Наиболее подробно изменения формуляра губернаторского отчёта рассмотрел Б. Г. Литвак.

## Порядок составления, подачи и рассмотрения отчетов
На данный момент существует представление о сборе информации и составлении всеподданнейшего отчёта во второй половине XIX века. Приготовление отчёта начиналось с рассылки губернатором административным учреждениям губернии предложений о доставке сведений. Срок представления этих данных каждый из губернаторов определял самостоятельно. Сведения предоставлялись по определённым программам, изменяющимся в соответствии с циркулярами МВД. 
Рассмотрение губернаторских отчётов императором, а после и высшими и центральными учреждениями происходило без какой-либо законодательной регламентации. Составленные отчёты губернаторов до 1837 года поступали на рассмотрение в Комитет министров, после — напрямую императору через I Отделение Собственной Его Императорского Величества канцелярии, почему и получили название «всеподданнейших». На протяжении всех последующих лет порядок представления губернаторских отчётов сохранялся практически единообразно (в 1896 г. были предложения вернуть ступень рассмотрения отчёта в Комитете министров, но эти идеи не нашли поддержки и воплощения).